# Glischrocaryon
Glischrocaryon, biljni rod iz porodice zrnuljačevki (Haloragaceae), dio reda kamenikolike. Postoji 11 priznatih vrsta, i sve su australski endemi. Trajnice su, uspravne, često listopadne. Listovi naizmjenični.
Vrste ovog roda su uspravne trajnice, često listopadne. Listovi su naizmjenični, bez palistića (stipula).

## Vrste
1. Glischrocaryon angustifolium (Nees) M.L.Moody & Les
2. Glischrocaryon aureum (Lindl.) Orchard
3. Glischrocaryon baeuerlenii (F.Muell.) Christenh. & Byng
4. Glischrocaryon behrii (Schltdl.) Orchard
5. Glischrocaryon flavescens (J.Drumm. ex Hook.) Orchard
6. Glischrocaryon gibsonii (Peter G.Wilson & M.L.Moody) Christenh. & Byng
7. Glischrocaryon glandulosum (Orchard) Christenh. & Byng
8. Glischrocaryon lucasii (Maiden & Betche) Christenh. & Byng
9. Glischrocaryon monospermum (F.Muell.) Christenh. & Byng
10. Glischrocaryon racemosum (Labill.) Christenh. & Byng
11. Glischrocaryon roei Endl.